# Çesk Zadeja
Çesk Zadeja (ur. 8 czerwca 1927 w Szkodrze, zm. 15 sierpnia 1997 w Rzymie) – albański muzyk, kompozytor i dyrygent.

## Życiorys
Syn krawca Rroka Zadeji. Pierwsze jego kontakty z muzyką wiążą się z nauką w gimnazjum w Szkodrze, gdzie grał w szkolnym zespole, kierowanym przez Martina Gjokę i Prenka Jakovę. Występował także w chórze działającym przy klasztorze franciszkanów. W latach 1941–1943 uczył się w Accademia di Santa Cecilia w Rzymie, pod kierunkiem Umberto Semproniego. Od 1946 r. podjął pracę w redakcji muzycznej rozgłośni radiowej w Szkodrze. 
W latach 1949–1951 odbywał służbę wojskową, jednocześnie pracując jako dyrygent Orkiestry Armii Albańskiej. W latach 1951–1956 studiował w moskiewskim konserwatorium im. Piotra Czajkowskiego. Po powrocie do kraju założył zespół, wykonujący albańską muzykę ludową. Po otwarciu w 1962 r. państwowego konserwatorium w Tiranie, rozpoczął w nim pracę jako pedagog w klasie teorii kompozycji. W latach 1966–1972 kierował katedrą muzyki w Instytucie Sztuk w Tiranie. Był także kierownikiem artystycznym Teatru Opery i Baletu.
Pierwszym jego dziełem była muzyka do filmu Skanderbeg, którą skomponował wspólnie z rosyjskim kompozytorem Georgijem Swiridowem. Komponował też muzykę filmową i symfoniczną. W jego dorobku znalazła się muzyka do 4 widowisk baletowych, a także koncerty fortepianowe, rapsodie, suity, humoreski i wariacje. W 2003 r. został wydany w USA album Këngë - Albanian Piano Music (Pieśń- Albańska Muzyka Fortepianowa), w interpretacji Kirstena Johnsona. Na płycie znalazły się utwory 11 najwybitniejszych współczesnych kompozytorów albańskich, w tym cztery utwory C.Zadei.
Był żonaty, miał syna Albana. Zadeja został pochowany na cmentarzu Sharre w Tiranie. Jego imię noszą ulice w Tiranie, Durrësie, Kamzie, Kasharze i w Szkodrze, a także szkoła muzyczna w Szkodrze. Został wyróżniony tytułem Artysty Ludu (Artist i popullit).

## Dzieła
- 1955 kantata Moja Ojczyzna (Atdheu im)
- 1956: Symfonia nr 1
- 1978: Suita na chór i orkiestrę (Suitë për kor e orkestër)
- Suita Północy (Suita e Veriut)
- Koralowa suita (Suitë korale)
- Poemat wokalny (Poema vokale)
- Romanca
- Rapsodia na skrzypce (Rapsodi për violinë)

## Muzyka filmowa
- 1953: Skanderbeg - wspólnie z Georgijem Swiridowem
- 1958: Tana
- 1959: Furtuna (Burza) - wspólnie z Grigorijem Popowem
- 1964: Toka jone (Nasza ziemia)
- 1966: Oshëtime në bregdet (Szum morza)
- 1973: Krevati i Perandorit (Łoże władcy)
- 1977: Zemrat, qe nuk plaken
- 1981: Ne kufi te dy legjendave (Na granicy między dwiema legendami)
- 1982: Flaka e maleve (Ogień w górach)